# جاناتان اوبیکا
جاناتان اوبیکا (انگلیسی: Jonathan Obika؛ زادهٔ ۱۲ سپتامبر ۱۹۹۰) بازیکن فوتبال اهل بریتانیا است.
از باشگاه‌هایی که در آن بازی کرده‌است می‌توان به باشگاه فوتبال کریستال پالاس، باشگاه فوتبال میلوال، باشگاه فوتبال یئوویل تاون، باشگاه فوتبال سوئیندون تاون، باشگاه فوتبال چارلتون اتلتیک، باشگاه فوتبال پیتربورو یونایتد، باشگاه فوتبال برایتون اند هوو آلبیون، و باشگاه فوتبال تاتنهام هاتسپر اشاره کرد.
وی همچنین در تیم ملی فوتبال زیر ۱۹ سال انگلستان و تیم ملی فوتبال زیر ۲۰ سال انگلستان بازی کرده‌است.